# Euspondylus josyi
Espèce
Euspondylus josyi est une espèce de sauriens de la famille des Gymnophthalmidae.

## Répartition
Cette espèce est endémique de la région de Junín au Pérou.

## Étymologie
Cette espèce est nommée en l'honneur de Franz-Josef “Josy” Hans.

## Publication originale
- Köhler, 2003 : Two new species of Euspondylus (Squamata: Gymnophthalmidae) from Peru. Salamandra, vol. 39, no 1, p. 5-20.